# Ратькино (Московская область)
Ратькино — деревня в Зарайском районе Московской области в составе муниципального образования сельское поселение Машоновское (до 29 ноября 2006 года входила в состав Протекинского сельского округа), в Ратькино на 2016 год 1 улица — Полевая.

## Население
| 2002 | 2006 | 2010 |
| ---- | ---- | ---- |
| 9    | ↘3   | ↗5   |

## География
Ратькино расположено в 12 км на северо-запад от Зарайска, по левому берегу реки Осётр, высота центра деревни над уровнем моря — 165 м.

## История
Ратькино впервые упоминается в 1594 году, как деревня Радкино. В 1790 году в деревне числилось 8 дворов и 88 жителей, в 1858 году — 37 дворов, 220 жителей, в 1906 году — 37 дворов и 319 жителей. В 1932 году был образован колхоз им. 9-го Января, с 1950 года — в составе колхоза им. Сталина, с 1960 года — в составе совхоза «Вперёд к коммунизму».